# Siva literatura
Siva literatura je pojam pod kojim obavještajne službe, knjižničari, medicinari i istraživači podrazumijevaju skup publikacija koje nisu lako dostupne javnosti preko uobičajenih kanala, primjerice preko izdavača. Ipak ta literatura je "često autentična i najčešće aktualna", po riječima M.C. Debachere.

## Definicija
Također je definirana kao skup strane ili domaće slobodne publikacije dostupne najčešće putem specijaliziranih kanala, koja nužno ne ulazi u uobičajene sustave publikacije, distribucije i bibliografske kontrole te se ne može nabaviti u knjižarama. Siva literatura je dio komunikacijskog procesa i nije komercijalna. 

## Primjeri
Primjeri sive literature obuhvaćaju tehničke izvještaje vladinih službi ili znanstvenih istraživačkih skupina, radne materijale istraživačkih grupa ili odbora, službene izvještaje. Siva literatura je pojam koji se često, ali ne i uvijek, rabi i za publikacije znanstvenih istraživanja. 

## Problematika
Međutim, knjižničari i ostali informatolozi suočavaju se s problemom identifikacije, definiranja i sortiranja sive literature iz nekoliko razloga. Te publikacije najčešće ne prolaze bibliografsku kontrolu, što znači da se ne mogu uvijek lako doznati ni osnovne informacije poput imena autora, datuma objavljivanja ili nakladnika. Nadalje, nestručna priprema za tisak i grafička obrada te mali broj primjeraka tih publikacija čine njihovo sistematizirano prikupljanje daleko težim u odnosu na tradicionalne tiskane medije poput časopisa i knjiga. Razvojem interneta povećala se mogućnost proučavanja sive literature jer se sada objavljuje na mnogim web stranicama i indeksira od strane komercijalnih izdavača baza podataka. Mnoge organizacije i pojedinci su počeli objavljivati svoje radove na internetu. Ipak, time se stvara nerealna slika da je moguć brz pristup svim informacijama.

## Srodne kategorije
Informatolozi i istraživači uglavnom razlikuju sivu literaturu od sitnog tiska, no postoje određena preklapanja između tih publikacija, ali i zajednički problemi poput bibliografske kontrole.

## Zaključak
Kako se malo informacijskih izvora bavi obradom sive literature, podaci o toj literaturi su rijetki i nedovoljno standardizirani te stoga posebno dragocjeni.